# 102 a. C.
El año 102 a. C. fue un año del calendario romano prejuliano. En el Imperio romano, fue conocido como el año 652 Ab Urbe condita.

## Acontecimientos
- Cayo Mario, general romano, vence a los cimbros y a los teutones. (Entre el 102 a. C. y el 101 a. C.).
- Cayo Mario y Quinto Lutacio Cátulo, cónsules de Roma
- Hispania Ulterior: el pretor Marco Mario funda una ciudad para auxiliares celtíberos de su ejército en su guerra lusitana.[1]

## Nacimientos
- Quinto Tulio Cicerón